# اسپیرو-دکان دی‌اون
اسپیرو-دکان دی‌اون (به انگلیسی: Spirodecanedione) با فرمول شیمیایی C۱۰H۱۴O۲ یک ترکیب شیمیایی با شناسه پاب‌کم ۱۰۸۹۹۰۵۳ است. که جرم مولی آن 166.22 g/mol می‌باشد.